# Patricia Bath
Patricia Era Bath (ur. 4 listopada 1942 w Nowym Jorku, zm. 30 maja 2019 w San Francisco) – amerykańska okulistka trynidadzkiego pochodzenia, wynalazczyni sondy laserowej do fakoemulsyfikacji nazwanej Laserphaco, inicjatorka okulistyki środowiskowej i założycielka Amerykańskiego Instytutu na rzecz Zapobiegania Ślepocie.

## Młodość i wykształcenie
Patricia Era Bath urodziła się 4 listopada 1942 w Harlem w Nowym Jorku. Jej ojciec Rupert, imigrant z Trynidad, był motorniczym, a matka Gladys z domu Elliott pracowała jako gospodyni domowa. Patricia Era Bath od dziecka interesowała się nauką, za co zasługi przypisywała swojej matce, która kupiła jej zestaw do eksperymentów chemicznych.
W szkole średniej inspirowała się pracą humanistycznego filozofa Alberta Schweitzera, który pomagał ludziom chorym na trąd w Kongo. Jeszcze jako nastolatce przyznano jej stypendium naukowe.
W 1964 zdobyła Bachelor’s degree, kończąc fizykę i chemię na uczelni Hunter College w Manhattanie. W 1968 zdobyła stopień medyczny Doctor of Medicine, kończąc z wyróżnieniem Uniwersytet Howarda w Waszyngtonie. Następnie rozpoczęła staż w szpitalu klinicznym Harlem Hospital Center w Nowym Jorku. Rok później dzięki stypendium rozpoczęła studia na Uniwersytecie Columbia w Manhattanie, które ukończyła w 1970. W 1973 ukończyła szkolenie w szpitalu klinicznym.

## Kariera naukowa
Pracowała jako chirurg w UCLA Medical Center, a także jako pracownik naukowy na wydziałach medycznych uniwersytetów Kalifornijskiego w Los Angeles i Charles R. Drew University of Medicine and Science.
Przeprowadziła retrospektywne badanie epidemiologiczne, które wykazało, że ślepota wśród czarnych była dwukrotnie większa niż u białych osób oraz że u czarnych osiem razy bardziej prawdopodobne było wystąpienie jaskry. Doszła do wniosku, że wynika to z braku dostępu do opieki okulistycznej, dlatego zaproponowała nową dyscyplinę nauki, zwaną okulistyką środowiskową (połączenie medycyny społecznej i okulistyki klinicznej), która z czasem się upowszechniła. W 1977 razem z psychiatrą Alfredem Cannonem i pedagogiem Aaronem Ifekwunigwe współtworzyła Amerykański Instytut na rzecz Zapobiegania Ślepocie, którego motto brzmiało wzrok jest podstawowym prawem człowieka.
W 1986 wynalazła Laserphaco - sondę laserową do fakoemulsyfikacji, wykorzystywaną do laserowego operowania zaćmy. Swój wynalazek opatentowała w 1988. Była pierwszą afroamerykańską kobietą, która otrzymała patent w dziedzinie medycyny.
Przeszła na emeryturę w 1993.

### Lista patentów
Wszystkie patenty zostały zarejestrowane w Stanach Zjednoczonych:
| Nr patentu | Nazwa                                                                           | Data rejestracji     | Przypis |
| ---------- | ------------------------------------------------------------------------------- | -------------------- | ------- |
| 4744360    | Urządzenia do ablacji i usuwania zaćmy                                          | 17 maja 1988(dts)    | [ 5 ]   |
| 5843071    | Metoda i urządzenia do ablacji i usuwania zaćmy                                 | 1 grudnia 1998(dts)  | [ 6 ]   |
| 5919186    | Aparat laserowy do chirurgii zaćmy                                              | 6 lipca 1999(dts)    | [ 7 ]   |
| 6083192    | Pulsacyjna metoda ultradźwiękowa do fragmentacji / emulgowania i usuwania zaćmy | 4 lipca 2000(dts)    | [ 8 ]   |
| 6544254    | Połączenie metody ultradźwiękowej i laserowej oraz urządzenie do usuwania zaćmy | 8 kwietnia 2003(dts) | [ 9 ]   |

## Życie prywatne
Miała córkę Erakę Bath, która została psychiatrą.
Zmarła 30 maja 2019 w San Francisco w Kalifornii, w wyniku powikłania spowodowanego rakiem.